# Sasha Kaun
Aleksandr Olegovich "Sasha" Kaun (em russo:  Александр Олегович Каун; Tomsk, 8 de maio de 1985) é um ex-basquetebolista profissional russo. Jogou pelo CSKA Moscou entre 2008-2015 e pelo Cleveland Cavaliers entre 2015-2016.

## Estatísticas

### Temporada regular
| Ano     | Equipe    | PJ | PT | MPP | %TC  | %3P  | %TL  | RPP | APP | ROB | TPP | PPP |
| ------- | --------- | -- | -- | --- | ---- | ---- | ---- | --- | --- | --- | --- | --- |
| 2015-16 | Cleveland | 25 | 0  | 3.8 | .529 | .000 | .455 | 1.0 | .1  | .2  | .2  | .9  |
| Total   |           | 25 | 0  | 3.8 | .529 | .000 | .455 | 1.0 | .1  | .2  | .2  | .9  |